# Universiteitskerk (Boedapest)
De Universiteitskerk in Boedapest (Egyetemi templom; Kisboldogasszony-templom) is een 18e-eeuws kerkgebouw gelegen in het stadsdeel Pest.
Deze barokke kerk is tussen 1725 en 1742 gebouwd door de Paulinische Orde. De toren werd in 1771 toegevoegd. Het ontwerp van het kerkgebouw is waarschijnlijk van András Mayerhoffer.
Boven de ingang van het kerkgebouw staat het embleem van Paulische orde. Boven op het middenstuk van de koorgevel staan beelden van Paulus en Antonius. Aan weerszijden van het middenstuk van de gevel staan kerktorens. In het interieur liggen achter de pilaren diverse zijkapellen. Het hoofdaltaar met gebeeldhouwde standbeelden is van József Hebenstreit. Het altaar stamt uit 1746. Boven het altaar hangt een kopie uit 1720 van het schilderij, de Zwarte Madonna van Częstochowa. Het gewelfde plafond is in 1776 beschilderd met fresco's over het leven van Maria. Verder zijn er in het barokke kerkinterieur veel invloeden van de Paulische Orde, een voorbeeld hiervan zijn de biechtstoelen.